# Лестек
Лестек или Лешек (на полски: Lestek, Leszek) е полулегендарен княз на славянското племе поляни, населявало днешна Полша.

## Биография
Лестек е споменат в хрониката на Гал Аноним. Дядо е на княз Мешко I, основателя на полската държава.